# Der hvor lyden kommer fra
Der hvor lyden kommer fra er en dansk dokumentarfilm fra 2015 instrueret af Tilde Trampedach Juul.

## Handling
Filmen handler om to unge, avancerede musikere og performere, der synes i færd med at udvikle og forberede en musikalsk performance. Men den handler også om deres parforhold, deres forskellige forestillinger om fremtid og samvær og de hierarkiske mønstre, vi alle bringer med os fra vores forskellige baggrunde.

## Medvirkende
- Michael Rexen
- Mija Milovic